# Kazuki Hiramoto
Kazuki Hiramoto (født 18. august 1981) er en japansk fodboldspiller.
Han har spillet for flere forskellige klubber i sin karriere, herunder Tokyo Verdy, Yokohama FC, FC Machida Zelvia og Ventforet Kofu.